# Aloha from Hawaii Via Satellite
Albums de Elvis Presley
Separate Ways (en)
(1972) Elvis
(1973)
Aloha From Hawaii: Via Satellite est un album live du chanteur et musicien américain Elvis Presley sorti par RCA Records en février 1973 à la suite de son concert du 14 janvier 1973 diffusé en direct à la télévision.
C'est un des premiers albums à avoir été vendu en quadriphonie et à avoir atteint le premier rang du box-office[réf. nécessaire]. Il comprend tous les titres du concert de Hawaï.

## Liste des titres

### Édition originale LP Vinyle 30 cm
| 1. | Also Sprach Zarathustra (Thème de 2001, l'Odyssée de l'espace) | Richard Strauss | 1:12 |
| 2. | See See Rider                                                  | Traditionnel    | 2:57 |
| 3. | Burning Love                                                   | Dennis Linde    | 3:09 |
| 4. | Something                                                      | George Harrison | 3:28 |
| 5. | You Gave Me a Mountain (en)                                    | Marty Robbins   | 3:15 |
| 6. | Steamroller Blues (en)                                         | James Taylor    | 3:01 |

| 1. | My Way                      | Claude François, Jacques Revaux, Paul Anka | 3:58 |
| 2. | Love Me                     | Jerry Leiber, Mike Stoller                 | 1:53 |
| 3. | Johnny B. Goode             | Chuck Berry                                | 1:42 |
| 4. | It's Over                   | Jimmie Rodgers                             | 2:10 |
| 5. | Blue Suede Shoes            | Carl Perkins                               | 1:13 |
| 6. | I'm So Lonesome I Could Cry | Hank Williams                              | 2:15 |
| 7. | I Can't Stop Loving You     | Don Gibson                                 | 2:25 |
| 8. | Hound Dog                   | Jerry Leiber, Mike Stoller                 | 0:51 |

| 1. | What Now My Love         | Gilbert Bécaud, Carl Sigman  | 3:17 |
| 2. | Fever                    | Eddie Cooley, John Davenport | 2:50 |
| 3. | Welcome to My World (en) | John Hathcock, Ray Winkler   | 1:55 |
| 4. | Suspicious Minds         | Mark James                   | 4:30 |
| 5. | Introductions by Elvis   | —                            | 1:40 |

| 1. | I'll Remember You (en)                         | Kui Lee (en)                                                                   | 2:32 |
| 2. | Long Tall Sally / Whole Lotta Shakin' Goin' On | Robert Blackwell, Sunny David, Enotris Johnson, Richard Penniman, Dub Williams | 2:05 |
| 3. | An American Trilogy (en)                       | Mickey Newbury                                                                 | 4:34 |
| 4. | A Big Hunk o' Love                             | Aaron Schroeder, Sidney Wyche                                                  | 2:09 |
| 5. | Can't Help Falling in Love                     | George David Weiss (en), Hugo Peretti (en), Luigi Creatore (en)                | 2:48 |

### Réédition CD, 1998
Les morceaux suivants ont été enregistrés par Presley après le concert et insérés dans la diffusion à l'exception de No More, qui est resté inconnu jusqu'en 1978, lors de sa parution sur la compilation posthume Mahalo from Elvis (en).
Ces titres ne sont pas inclus dans l'album original, mais ils apparaissent sur la réédition CD de 1998,.
| No | Titre                      | Auteur                                 | Durée |
| -- | -------------------------- | -------------------------------------- | ----- |
| 1. | Blue Hawaï (en)            | Ralph Rainger, Leo Robin               | 7:55  |
| 2. | Ku-U-I-Po                  | Weiss, Peretti, Creatore               | 1:55  |
| 3. | No More                    | Don Robertson, Hal Blair               | 7:26  |
| 4. | Hawaiian Wedding Song (en) | Al Hoffman, Dick Manning, Charles King | 1:56  |
| 5. | Early Morning Rain (en)    | Gordon Lightfoot                       | 2:54  |

## Classements hebdomadaires
| Classement (1973)              | Meilleure place |
| ------------------------------ | --------------- |
| Allemagne (Media Control AG)   | 38              |
| Australie (Kent Music Report)  | 9               |
| Canada (Canadian Albums Chart) | 1               |
| États-Unis (Billboard 200)     | 1               |
| Norvège (VG-lista)             | 7               |
| Royaume-Uni (UK Albums Chart)  | 11              |

| Classement (1978)             | Meilleure place |
| ----------------------------- | --------------- |
| Pays-Bas (Mega Album Top 100) | 49              |

## Certifications
| Pays                  | Certification | Unités certifiées |
| --------------------- | ------------- | ----------------- |
| Canada (Music Canada) | 2 × Platine   | 200 000           |
| États-Unis (RIAA)     | 5 × Platine   | 5 000 000         |
| Royaume-Uni (BPI)     | Argent        | 60 000            |